# 布道

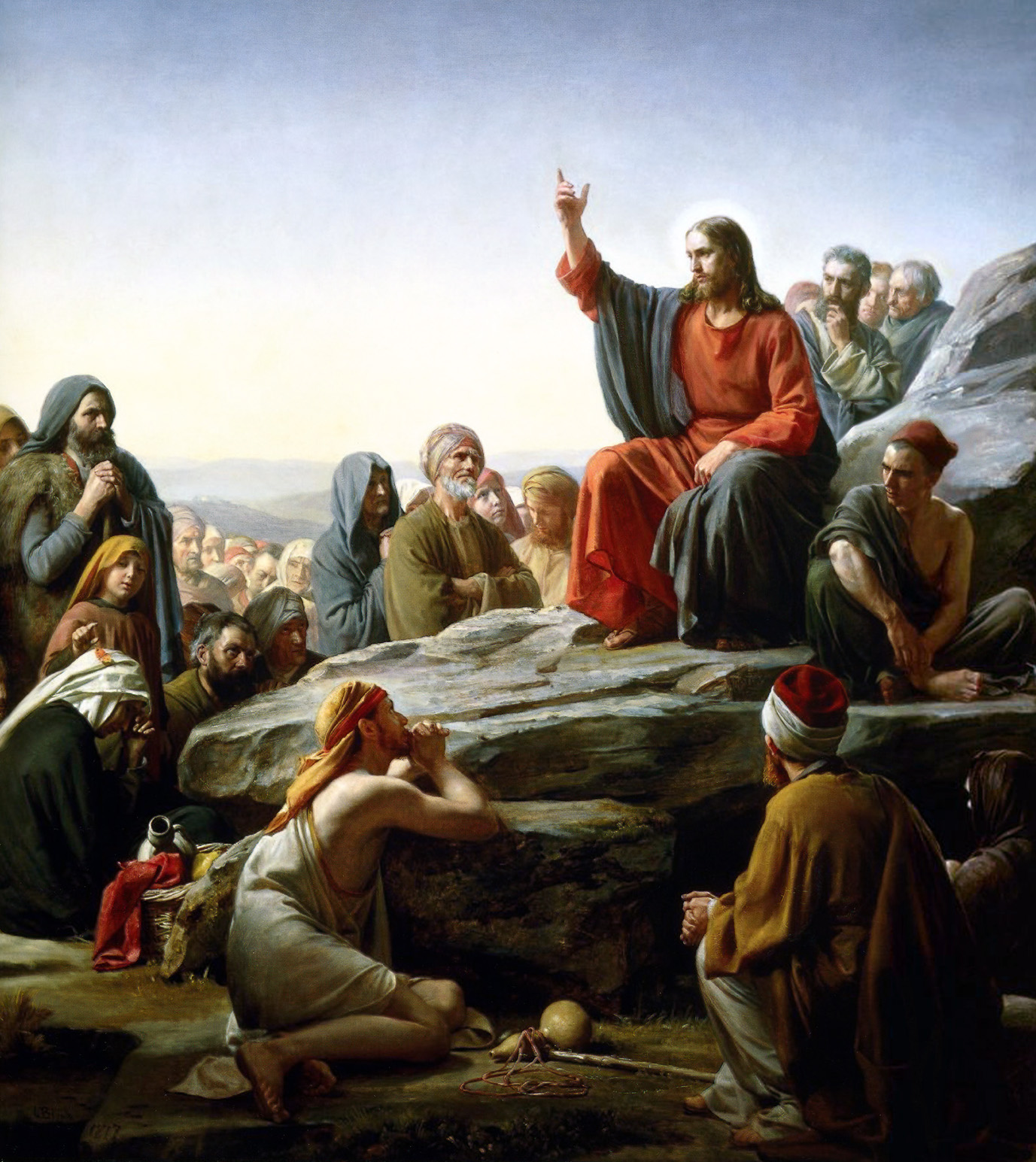
耶穌基督的登山寶訓。

佈道或講道（英語：Sermon），是指基督教教會中，由神父、傳道人或牧师进行的一种演講。
佈道主要包括圣经、神学、宗教或道德方面的社會话题，通常在过去和当前的背景下阐释了信仰、律法等。佈道的主要元素包括诠释經文、劝诫和实际行动等。佈道起源於耶穌基督的登山寶訓。
其他宗教信仰的傳道亦可稱「佈道」，有時世俗性的演講亦可稱「佈道」，泛指具感染力但不具宗教色彩的演講。